# Voyelle fermée postérieure arrondie
La voyelle fermée (ou haute) postérieure arrondie est une voyelle utilisée dans la plupart des langues. Son symbole dans l'alphabet phonétique international est [u], et son équivalent en symbole X-SAMPA est u.

## Caractéristiques
- Son degré d'aperture est fermée, ce qui signifie que la langue est positionnée aussi proche que possible du palais.
- Son point d'articulation est postérieur, ce qui signifie que la langue est placée aussi loin que possible à l'arrière de la bouche.
- Son caractère de rondeur est arrondi, ce qui signifie que les lèvres sont arrondies.

## Langues
- Français : fou [fu].
- Allemand : Fuß [fuːs], « pied »
- Anglais : boot [bu̟ʷt], « botte » (le point d'articulation est souvent avancé par rapport à la position postérieure normale)
- Breton : gouzout [ˈɡuːzut], « savoir » (verbe)
- Catalan : lluny [ʎuɲ], « loin »[1]
- Espagnol : cura [ˈkuɾa], « soin, cure, prêtre catholique »
- Italien : ultimo, pure, caucciù
- Néerlandais : voet [vuʷt], « pied »
- Occitan : occitan [uksiˈta], « occitan »
- Portugais : urso [ˈuɾsu], « ours »
- Roumain : unu [ˈunu], « un »
- Russe : тут [tut], « ici » (sans mouvement)
- Suédois : sko [sku], « chaussure »
- Vietnamien : tu [tū], « s'interposer »